# Малая Объездная улица
Малая Объездна́я улица — улица в Выборгском районе Санкт-Петербурга. Проходит от улицы Орбели до Институтского проспекта.

## История
Первоначальное наименование Объездная улица (от Новороссийской улицы до проспекта Тореза) известно с 1887 года.
В 1894 году Объездная улица была разделена на Большую Объездную улицу (ныне улица Орбели) и Малую Объездную улицу (от улицы Орбели до проспекта Тореза). 16 января 1964 года участок у проспекта Тореза присоединён к Институтскому проспекту.

## Достопримечательности
- Сад «Серебряный пруд»
- Усадьба А. И. Данилевского
- Генеральное консульство Словацкой Республики